# Patrick de Cambourg
Patrick de Cambourg, né le 20 novembre 1949 au Pont-de-Beauvoisin (Isère).
Il est président d'honneur du groupe Mazars, un cabinet d'audit et de conseil. De mars 2015 à février 2023, il préside le collège de l'Autorité des normes comptables.

## Formation
- Diplômé de l'Institut d'études politiques de Paris en 1971
- Licencié ès Lettres
- Diplôme d'études supérieures (DES) de droit public et de droit des affaires
- Expert-comptable
- Commissaire aux comptes

## Carrière
- En 1974 : Assistant chez Mazars
- En 1978 : Associé chez Mazars
- En 1983 : PDG de Mazars, succédant au fondateur Robert Mazars
- En 1995 : Président du Conseil de gérance du groupe Mazars
- En 2011 : Chairman du Conseil de Surveillance et du groupe Mazars
- Depuis 2012 : Président d'honneur du groupe Mazars
- En février 2015, la commission des finances du Sénat a approuvé la nomination de M. Patrick de Cambourg aux fonctions de président de l'Autorité des normes comptables. De même, la commission des finances de l'Assemblée nationale a approuvé cette nomination.
- 2015-2023 : président du collège de l'Autorité des normes comptables (ANC).

Mazars est une organisation internationale, intégrée et indépendante, spécialisée dans l'audit, le conseil et les services comptables, fiscaux et juridiques. Aujourd'hui présent dans 73 pays, le groupe regroupe plus de 14 000 collaborateurs.
Patrick de Cambourg fait, ou a fait partie, de diverses commissions au sein d'organismes professionnels :
- Membre :
  - de l'Ordre des Experts-Comptables
  - de la Compagnie nationale des commissaires aux comptes (CNCC)
  - du Conseil National de la Comptabilité (CNC) (section assurance)
  - de la Commission Le Portz sur la déontologie des réseaux
- Président :
  - du Département Appel public à l'épargne de la CNCC
  - de la Section Internationale du CNC

## Décorations
- Chevalier de la Légion d'honneur Il est fait chevalier le 13 juillet 2005[3].
- Commandeur de l'ordre national du Mérite le 15 novembre 2018[4] - officier le 15 mai 2009[5] - chevalier le 10 novembre 1997[6]